# Constantin Budeanu
Constantin Budeanu (28 février 1886 - 27 février 1959) est un ingénieur électricien roumain qui a contribué à l'analyse des états des réseaux électriques et le système SI d'unités.

## Vie et œuvre
Il a étudié l'électricité à Paris avec une bourse V. Adamachi acquise après l'achèvement des études à Bucarest. Il a proposé l'unité « var » de la puissance réactive électrique et il a introduit la notion de puissance déformée dans les réseaux électriques.

## Écrits
- Puissances réactifs et fictives 1927
- Sistemul Practic générale de Marimi și unitati (La pratique générale du système des grandeurs et unités) 1957

## Distinctions
Il a reçu l'Ordre du Travail des autorités communistes de Roumanie.